# Renault Tanger Méditerranée
Renault Tanger Méditerranée S.A. ist ein Joint-Venture von Renault-Nissan, an dem Renault mit 52,4 % und die S.A. Caisse de Dépôt et de Gestion mit 47,6 % beteiligt sind.
Das Unternehmen hat seinen Sitz in der Freihandelszone der Hafenstadt Tanger.

## Geschichte
Das Werk wurde am 9. Februar 2012 eröffnet. In die Errichtung des Werks waren rund eine Milliarde Euro investiert worden.
Bereits ein Jahr vor dem Produktionsstart wurde das vom marokkanischen Staat finanzierte IFMIA (Institut de Formation aux Métiers de l’industrie Automobile) eröffnet, das eine Schlüsselrolle bei der Ausbildung der Arbeitnehmer spielt. Die CO₂-Emissionen sollen im Vergleich zu einem vergleichbaren Werk um 98 % niedriger sein.
Produziert werden die Dacia-Modelle Lodgy und Sandero (seit September 2013).
Bis ins Jahr 2021 wurde der Dacia Dokker ebenfalls im Werk hergestellt; allerdings wurde die Produktion eingestellt. Heute wird der Dokker nur noch in Argentinien gebaut.
Rund 90 bis 95 % der Fahrzeuge werden (hauptsächlich in die EU) exportiert. Wegen des EU-zollfreien Status können die Fahrzeuge nicht in die Länder des Agadir-Abkommens exportiert werden.